# Aulonemia hirtula
Aulonemia hirtula là một loài thực vật có hoa trong họ Hòa thảo. Loài này được (Pilg.) McClure mô tả khoa học đầu tiên năm 1973.